# 22819 Девідтао
22819 Девідтао (22819 Davidtao) — астероїд головного поясу, відкритий 7 вересня 1999 року.
Тіссеранів параметр щодо Юпітера — 3,582.